# 西鹿島駅
西鹿島駅（にしかじまえき）は、静岡県浜松市天竜区二俣町南鹿島にある、遠州鉄道（遠鉄）・天竜浜名湖鉄道の駅である。
遠州鉄道鉄道線、天竜浜名湖線（天浜線）の2路線が乗り入れている。そのうち遠鉄鉄道線は当駅が終点となっている。遠鉄にはET18の駅番号が設定されている。
当記事では、当駅に隣接する西鹿島検車場についても解説する。

## 歴史

### 駅名の由来
最初の鹿島駅は開業時に磐田郡二俣町大字鹿島に設置されたのが由来。その後、二俣町の中心駅として遠州二俣駅と改称されるが、国鉄二俣線が建設されることになったために現在の場所に移転した。この際、二俣線が二俣町の中心部に遠江二俣駅（現：天竜二俣駅）を設置することになったため、鹿島地区の西側に当たる場所に移転したことにより遠州二俣駅から現在の西鹿島駅に改称された。鹿島地区は元々大きな集落だったが、その後鹿島・南鹿島・上島などと地区が細かく割り振られたため、駅所在地は南鹿島になっている。
「鹿島」の地名は鹿が天竜川の中洲に向かって渡っていったと言う伝説に由来する。

### 年表
- 1909年（明治42年）12月6日：大日本軌道浜松支社鹿島線の鹿島駅として開業[1]。
- 1923年（大正12年）4月1日：遠州二俣駅に改称。
- 1938年（昭和13年）3月1日：国鉄二俣線建設に伴い、約400m南へ移転し西鹿島駅に改称[2]。
- 1940年（昭和15年）6月1日：国鉄二俣線が開通[3]。両線の接続駅となる。
- 1943年（昭和18年）11月1日：遠州鉄道の管轄となる[2]。
- 1945年終戦後？：遠鉄の本社機能が一時的に移転配置[4]（1946年5月31日まで[4]）。
- 1958年（昭和33年）11月1日：遠鉄の気動車が国鉄二俣線の遠江二俣駅まで乗り入れ開始[5]。
- 1966年（昭和41年）10月1日：遠鉄気動車の二俣線乗り入れが廃止[6]。
- 1970年（昭和45年）6月1日：国鉄駅での貨物取扱を廃止[3]。
- 1971年（昭和46年）4月1日：国鉄駅部分の敷地・駅舎が遠鉄に譲渡される[7]。国鉄の駅業務も遠鉄に委託[7][8]。
- 1977年（昭和52年）
  - 12月1日：駅前バスターミナル完成[9]。
  - 12月23日：遠鉄の電車工場・車庫を遠州西ヶ崎駅から移設[10]。
- 1979年（昭和54年）4月13日頃：駅舎改築。自動列車発車時刻表示器設置[9]。
- 1987年（昭和62年）3月15日：国鉄二俣線が第三セクター（天竜浜名湖鉄道）に転換され、国鉄の駅は天竜浜名湖鉄道の駅となる[3]。
- 2000年（平成12年）：中部の駅百選に選定される[11]。
- 2009年（平成21年）3月30日：売店が閉店する。
- 2021年（令和3年）11月8日：『シン・エヴァンゲリオン劇場版』とのコラボ企画で駅の天竜浜名湖鉄道連絡通路にアニメ装飾を実施（2022年5月31日まで）[12]。

## 駅構造
遠鉄は相対式ホーム2面2線（2番線は短く、車両2両分の長さしかない）、天竜浜名湖鉄道は単式ホーム1面1線をそれぞれ有する地上駅。
遠鉄と天竜浜名湖鉄道の共同使用駅である。駅構内の東側に駅舎、北寄りに遠鉄の車両基地（西鹿島工場・車庫）がある。遠鉄は直営駅であり、列車別改札である。天竜浜名湖鉄道は無人駅（事実上の遠鉄への簡易委託駅）扱いである。遠鉄の窓口で天竜浜名湖鉄道の乗車券も購入することが可能で、自動券売機も各社ごとに設置されているが、改札や集札は遠鉄線の列車のみであるため天竜浜名湖鉄道の列車は車内精算となる。
売店（キヨスク）があったが2009年3月30日をもって閉店した。

### のりば
| ホーム | 事業者・路線                  | 方向 | 行先                       |
| ------ | ----------------------------- | ---- | -------------------------- |
| 1・2   | 遠州鉄道 ■ET 鉄道線           | 上り | 浜北・新浜松方面           |
| 3      | 天竜浜名湖鉄道 ■ 天竜浜名湖線 | 上り | 天竜二俣・遠州森・掛川方面 |
| 3      | 天竜浜名湖鉄道 ■ 天竜浜名湖線 | 下り | 金指・三ヶ日・新所原方面   |

- 各ホームは地下道で結ばれている。
- 地下道には天竜浜名湖線乗り換え客用に遠鉄線入出場用のナイスパス簡易改札機が設置されている。

- 遠州鉄道の車両工場が遠州西ヶ崎駅から移転する以前は、国鉄二俣線のホームは島式2面ホームだった（移転後は一面に改められ、使用されなくなった片面はフェンスで仕切られている）。

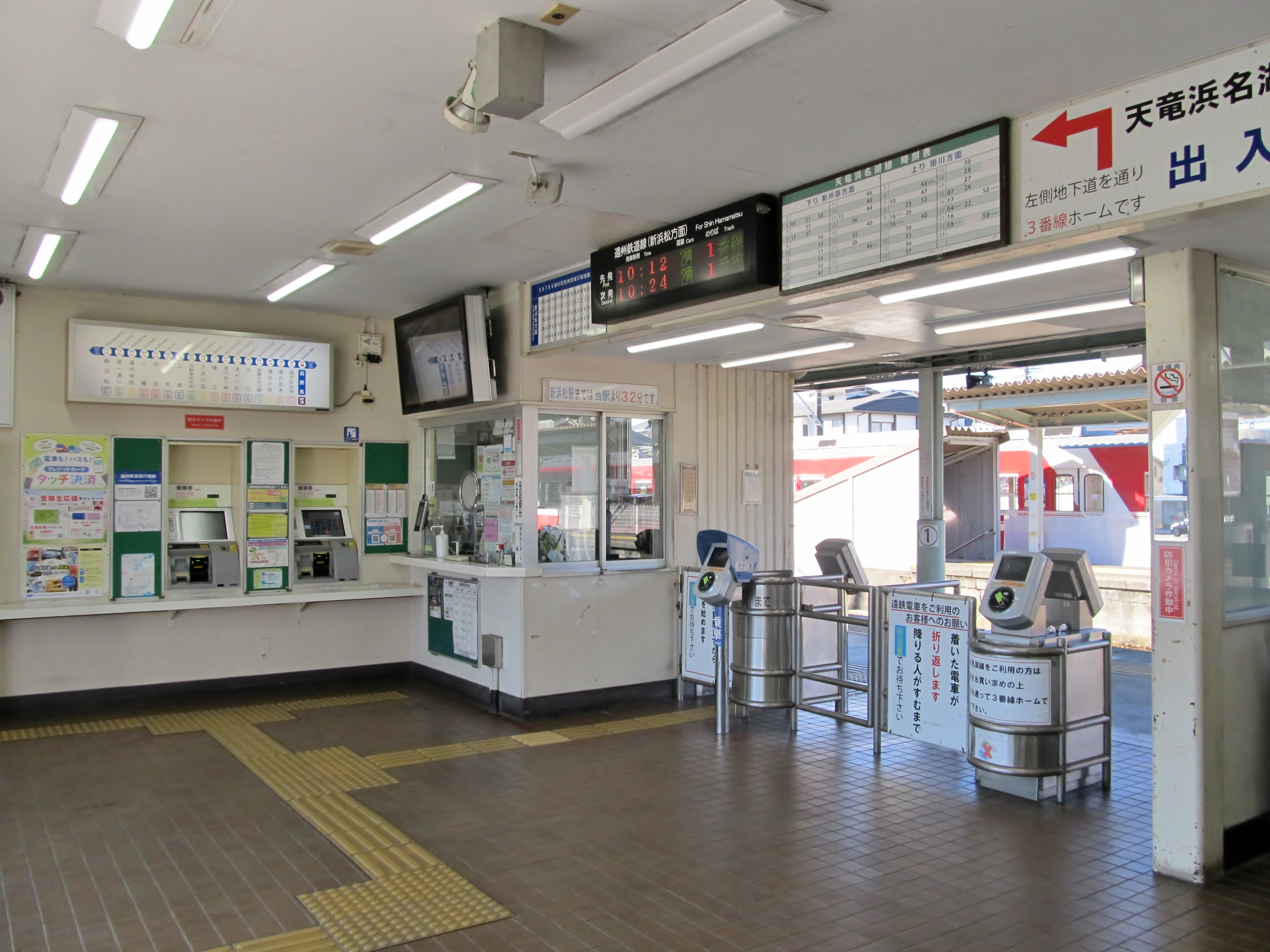
改札口
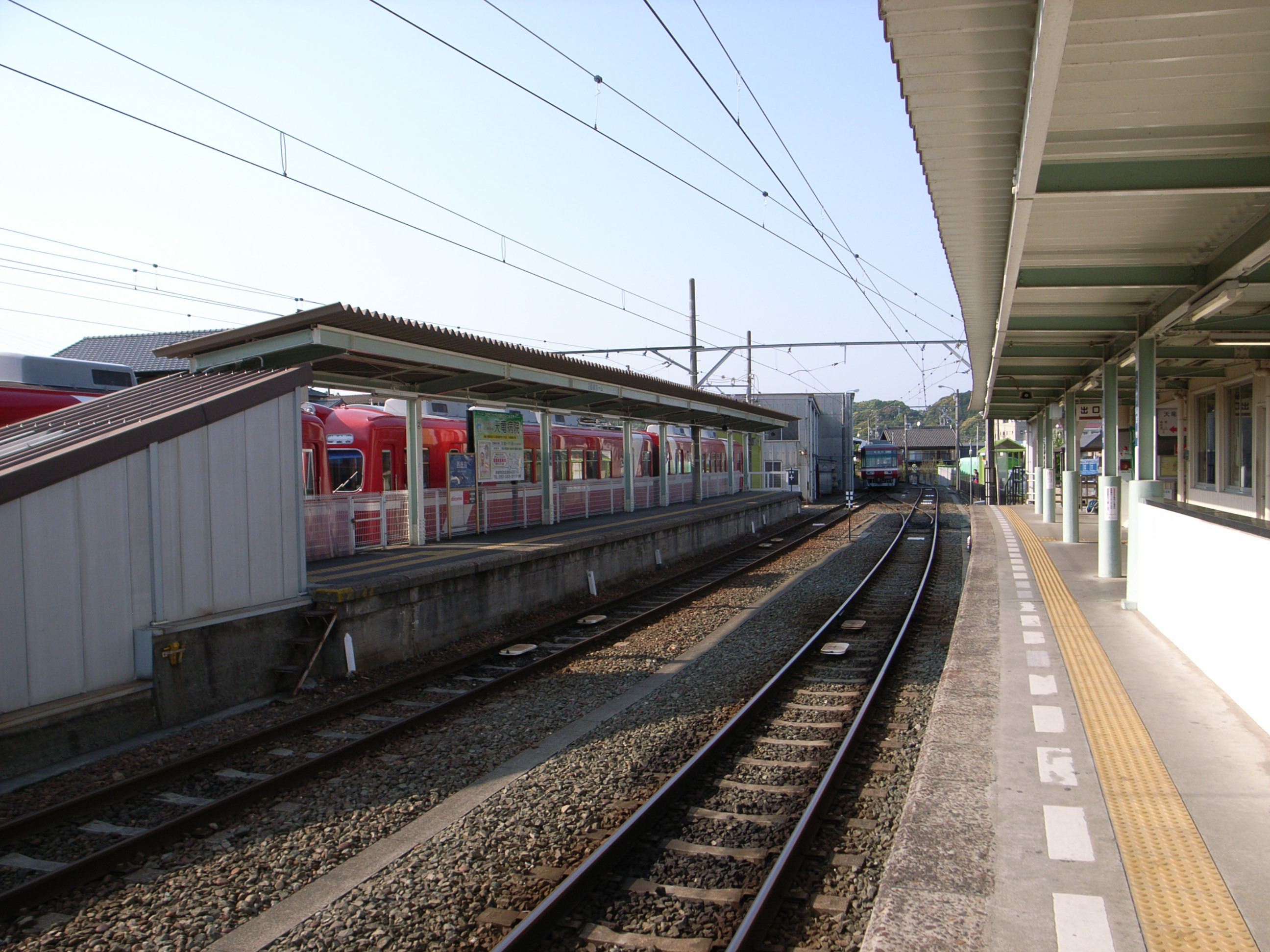
遠鉄線ホーム
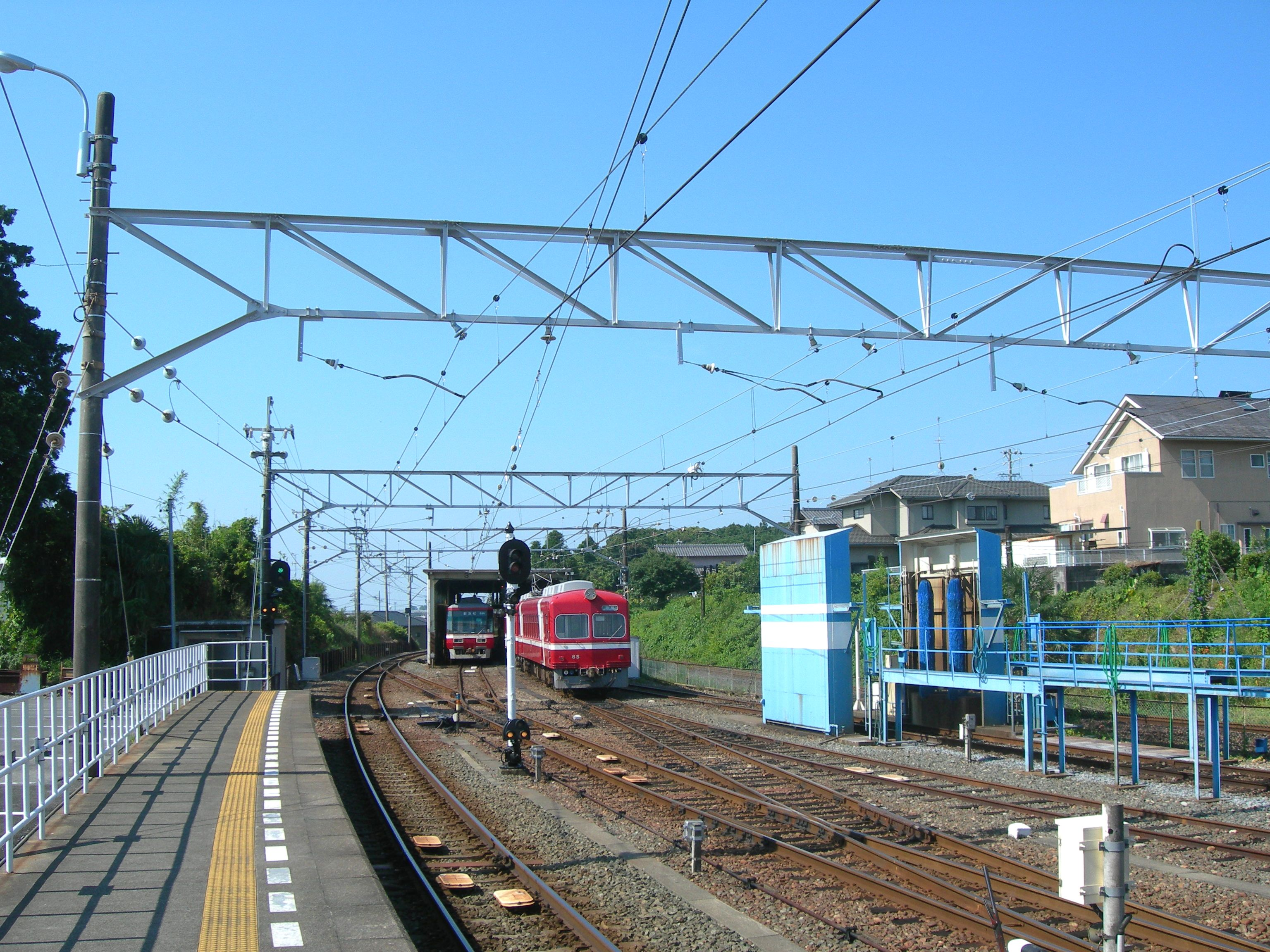
遠鉄線・車庫
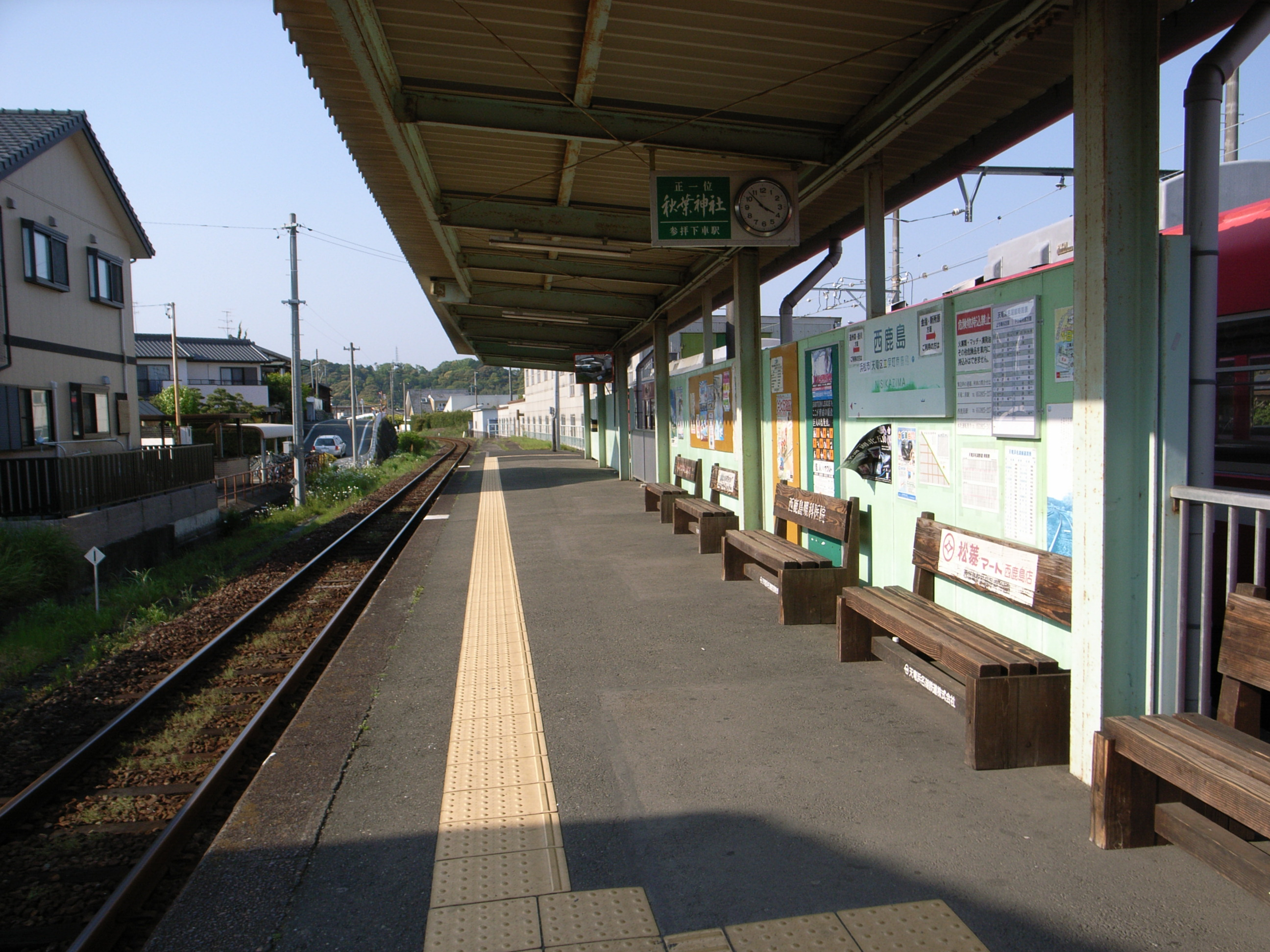
天浜線ホーム

## 利用状況
遠州鉄道西鹿島駅の2019年度（令和元年度）の乗車人員は522,401人（全18駅中5位）、降車人員は528,861人（同5位）である。
天竜浜名湖鉄道西鹿島駅の2019年度の乗車人員は97,438人（全38駅中5位）、降車人員は101,711人（同5位）である。
1980年度（昭和55年度）以降の乗車人員および降車人員は次の表のとおりである。
| 年間の乗車人員・降車人員の推移 | 年間の乗車人員・降車人員の推移 | 年間の乗車人員・降車人員の推移 | 年間の乗車人員・降車人員の推移 | 年間の乗車人員・降車人員の推移 | 年間の乗車人員・降車人員の推移 |
| 年度                           | 遠州鉄道                       | 遠州鉄道                       | 日本国有鉄道                   | 日本国有鉄道                   | 出典                           |
| 年度                           | 乗車人員                       | 降車人員                       | 乗車人員                       | 降車人員                       | 出典                           |
| ------------------------------ | ------------------------------ | ------------------------------ | ------------------------------ | ------------------------------ | ------------------------------ |
| 1980年度（昭和55年度）         | 575,212                        | 572,421                        | 643 千人                       | ――                             | [ * 2 ]                        |
| 1981年度（昭和56年度）         | 556,687                        | 564,640                        | 619 千人                       | ――                             | [ * 3 ]                        |
| 1982年度（昭和57年度）         | 529,181                        | 539,246                        | 60 千人                        | ――                             | [ * 4 ]                        |
| 1983年度（昭和58年度）         | 520,214                        | 569,080                        | 59 千人                        | ――                             | [ * 5 ]                        |
| 1984年度（昭和59年度）         | 509,116                        | 523,133                        | 68 千人                        | ――                             | [ * 6 ]                        |
| 1985年度（昭和60年度）         | 511,965                        | 522,968                        | 584 千人                       | ――                             | [ * 7 ]                        |
| 1986年度（昭和61年度）         | 515,792                        | 532,896                        | 535 千人                       | ――                             | [ * 8 ]                        |
| 年度                           | 遠州鉄道                       | 遠州鉄道                       | 天竜浜名湖鉄道                 | 天竜浜名湖鉄道                 | 出典                           |
| 年度                           | 乗車人員                       | 降車人員                       | 乗車人員                       | 降車人員                       | 出典                           |
| 1987年度（昭和62年度）         | 525,760                        | 538,697                        | 73,765                         | 68,840                         | [ * 9 ]                        |
| 1988年度（昭和63年度）         | 538,935                        | 550,033                        | 76,261                         | 76,211                         | [ * 10 ]                       |
| 1989年度（平成元年度）         | 514,587                        | 531,160                        | 85,973                         | 86,253                         | [ * 11 ]                       |
| 1990年度（平成02年度）         | 556,104                        | 579,367                        | 88,466                         | 87,626                         | [ * 12 ]                       |
| 1991年度（平成03年度）         | 575,540                        | 597,641                        | 86,313                         | 82,428                         | [ * 13 ]                       |
| 1992年度（平成04年度）         | 578,671                        | 592,957                        | 84,749                         | 85,823                         | [ * 14 ]                       |
| 1993年度（平成05年度）         | 583,888                        | 601,276                        | 86,693                         | 90,442                         | [ * 15 ]                       |
| 1994年度（平成06年度）         | 586,499                        | 604,788                        | 87,482                         | 93,261                         | [ * 16 ]                       |
| 1995年度（平成07年度）         | 548,498                        | 564,432                        | 83,053                         | 91,715                         | [ * 17 ]                       |
| 1996年度（平成08年度）         | 597,310                        | 614,218                        | 91,919                         | 89,509                         | [ * 18 ]                       |
| 1997年度（平成09年度）         | 564,590                        | 577,871                        | 85,478                         | 85,809                         | [ * 19 ]                       |
| 1998年度（平成10年度）         | 604,181                        | 597,391                        | 79,018                         | 78,870                         | [ * 20 ]                       |
| 1999年度（平成11年度）         | 566,984                        | 577,089                        | 77,806                         | 67,793                         | [ * 21 ]                       |
| 2000年度（平成12年度）         | 573,676                        | 583,816                        | 75,389                         | 65,019                         | [ * 22 ]                       |
| 2001年度（平成13年度）         | 594,546                        | 601,157                        | 77,535                         | 64,024                         | [ * 23 ]                       |
| 2002年度（平成14年度）         | 581,075                        | 591,762                        | 77,844                         | 64,197                         | [ * 24 ]                       |
| 2003年度（平成15年度）         | 530,562                        | 543,019                        | 71,879                         | 63,701                         | [ * 25 ]                       |
| 2004年度（平成16年度）         | 550,394                        | 551,270                        | 69,744                         | 62,924                         | [ * 26 ]                       |
| 2005年度（平成17年度）         | 530,207                        | 544,707                        | 75,829                         | 68,541                         | [ * 27 ]                       |
| 2006年度（平成18年度）         | 548,440                        | 563,728                        | 74,808                         | 73,217                         | [ * 28 ]                       |
| 2007年度（平成19年度）         | 578,816                        | 592,264                        | 71,523                         | 70,075                         | [ * 29 ]                       |
| 2008年度（平成20年度）         | 560,487                        | 575,383                        | 76,229                         | 77,869                         | [ * 30 ]                       |
| 2009年度（平成21年度）         | 533,466                        | 546,641                        | 74,767                         | 75,731                         | [ * 31 ]                       |
| 2010年度（平成22年度）         | 523,736                        | 534,543                        | 78,356                         | 79,280                         | [ * 32 ]                       |
| 2011年度（平成23年度）         | 517,946                        | 524,353                        | 79,883                         | 81,916                         | [ * 33 ]                       |
| 2012年度（平成24年度）         | 510,225                        | 521,203                        | 75,745                         | 77,060                         | [ * 34 ]                       |
| 2013年度（平成25年度）         | 516,244                        | 527,561                        | 78,878                         | 83,349                         | [ * 35 ]                       |
| 2014年度（平成26年度）         | 526,714                        | 538,249                        | 76,763                         | 82,871                         | [ * 36 ]                       |
| 2015年度（平成27年度）         | 530,558                        | 543,852                        | 87,599                         | 87,821                         | [ * 37 ]                       |
| 2016年度（平成28年度）         | 533,027                        | 543,455                        | 87,352                         | 88,722                         | [ * 38 ]                       |
| 2017年度（平成29年度）         | 538,481                        | 549,390                        | 99,057                         | 105,003                        | [ * 39 ]                       |
| 2018年度（平成30年度）         | 527,043                        | 536,496                        | 99,153                         | 103,354                        | [ * 40 ]                       |
| 2019年度（令和元年度）         | 522,401                        | 528,861                        | 97,438                         | 101,711                        | [ * 1 ]                        |
| 2020年度（令和02年度）         | 366,654                        | 368,639                        | 62,181                         | 68,405                         | [ * 41 ]                       |
| 2021年度（令和03年度）         | 399,711                        | 399,436                        | 74,773                         | 75,498                         | [ * 42 ]                       |

## 西鹿島検車場
西鹿島検車場（にしかじまけんしゃじょう）は、当駅に隣接している遠州鉄道の車両工場である。遠鉄の全車両の検査を行なっている。1977年に竣工した。

### 概要
もともと鉄道線の車庫は遠州西ヶ崎駅にあったが、車庫が路線の中間にあると増結などで終着駅から回送する必要があるため、1974年（昭和49年）に検査部門が、1977年（昭和52年）に研修車庫が現在の位置に移設された。

### 所属車両
遠州鉄道唯一の車両基地で、同社の保有する全車両がこの基地に所属している。
| 電車 | 気動車 | 機関車 | 客車 | 貨車 | 合計 |
| ---- | ------ | ------ | ---- | ---- | ---- |
| 30両 | 0両    | 0両    | 0両  | 0両  | 30両 |

1000形 （12両）
- 1003 - 1008（1001・1002は引退済み）の6編成12両が在籍する。日本車輌製[15]。

2000形 （18両）
- 2001 - 2009の9編成18両が在籍する。日本車輌製[15]。

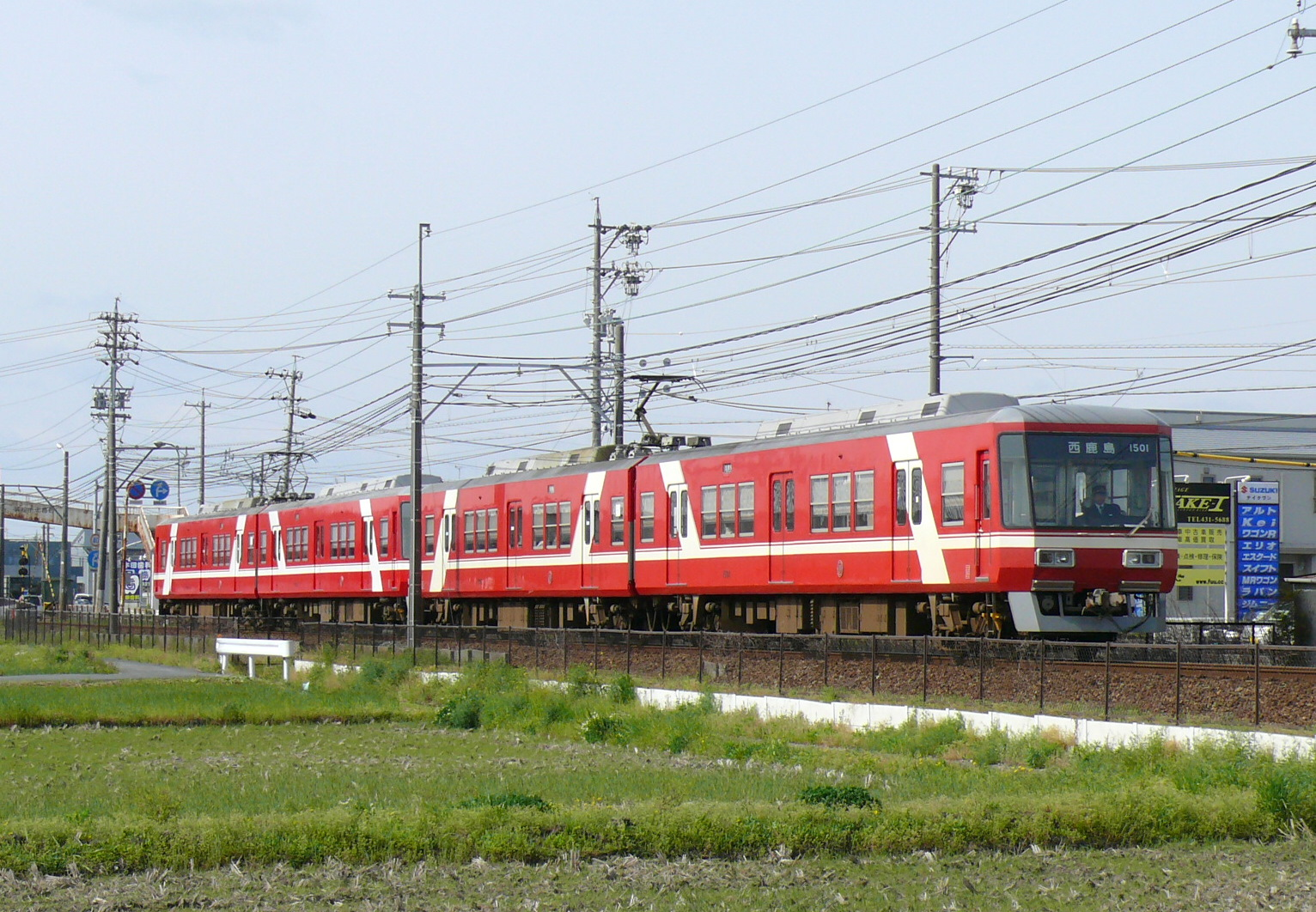
1000形
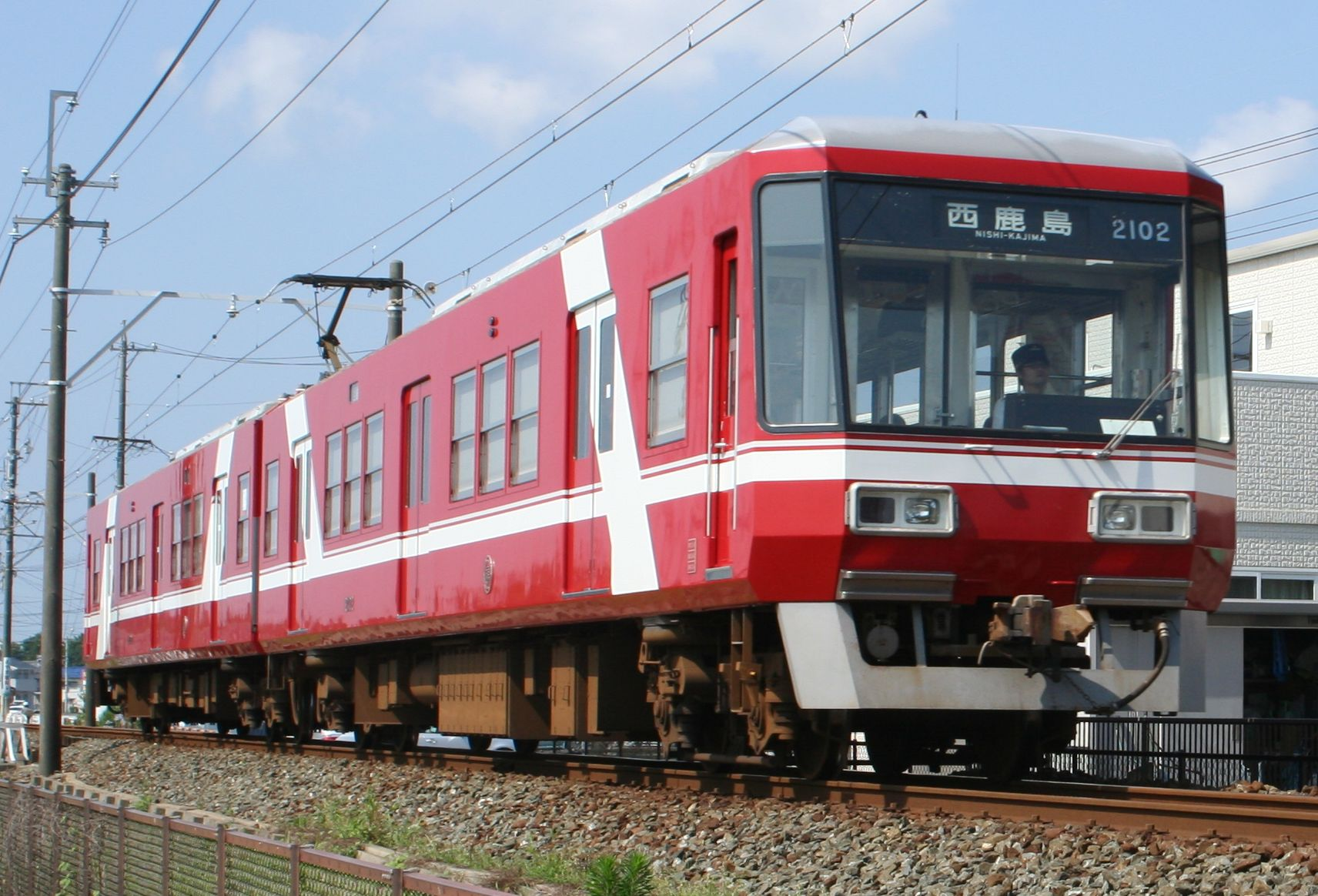
2000形

### イベント

#### 遠鉄電車トレインフェスタ
毎年11月頃にここの車両基地と、遠州西ヶ崎駅で開催する。
主な内容
メイン会場（当検車場）
- 洗車機体験
- 技術コーナーでの部品の展示
- 新造車両展示
- お楽しみコーナー
  - あかでんグッズ販売[16]
  - 鉄道部品販売
  - ガチャガチャ
  - がらがらくじ
- 鉄道会社による出展（愛知環状鉄道・静岡鉄道・天竜浜名湖鉄道など）[16]

サブ会場（遠州西ヶ崎駅）
- 運転席での運転士体験

このほか、2会場合同のスタンプラリーもある。

## 駅周辺
住宅や商店が多く、タクシー乗り場がある。天竜区の他浜北区からの利用客も多い。
- 静岡県北遠総合庁舎
- 浜松市鹿島市民サービスセンター
- 農林水産省天竜森林管理署
- 天竜西鹿島郵便局
- 静岡県天竜警察署西鹿島警察官駐在所
- 浜松市天竜児童館
- 浜松市立清竜中学校
- 杏林堂西鹿島駅前店（ドラッグストア）
- 矢崎資源天竜工場
- 県営浜北団地
- 国道152号
- 国道362号
- 静岡県道45号天竜浜松線
- 鹿島橋（天竜川）
- 浜松磐田信用金庫鹿島支店
- 天竜こども医院

- 西鹿島検車場
- 新東名高速道路浜松浜北ic

## バス路線
当駅前はバスターミナルとなっている。停留所名は西鹿島駅。
| バス種別           | 路線名               | 系統                       | 主要経由地                                                                             | 主な行先           | 運行事業者   | 備考                                             |
| ------------------ | -------------------- | -------------------------- | -------------------------------------------------------------------------------------- | ------------------ | ------------ | ------------------------------------------------ |
| 遠鉄バス           | 鹿島線               | 鹿島線                     | 二俣仲町・天竜区役所                                                                   | 山東               | 遠州鉄道     | 基本系統、平日朝のみ、「二俣仲町止まり」がある   |
| 遠鉄バス           | 秋葉線               | 秋葉線                     | 二俣仲町・天竜区役所・山東・いっぷく処横川・秋葉神社・天竜高校春野校舎・春野車庫       | 春野協働センター   | 遠州鉄道     | 一部便は春野車庫止                               |
| 遠鉄バス           | 秋葉線               | 秋葉線                     | 二俣仲町・天竜区役所・山東・いっぷく処横川・天竜高校春野校舎・春野車庫                 | 春野協働センター   | 遠州鉄道     | 一部便は春野車庫止                               |
| 遠鉄バス           | 秋葉線・鹿島線       | 秋葉線・鹿島線             | 天竜病院坂下・天竜病院                                                                 | 厚生会             | 遠州鉄道     |                                                  |
| 遠鉄バス           | （季節運行）         | （季節運行）               | 二俣仲町・天竜区役所・山東                                                             | 秋葉神社上社       | 遠州鉄道     | 山東から直通運転                                 |
| 浜松市自主運行バス | 天竜ふれあいバス     | 阿多古線                   | 天竜病院坂下・石神の里・西橋                                                           | くんま水車の里     | 遠鉄タクシー | デマンド運行、平日運行（祝日・年末年始を除く）   |
| 浜松市自主運行バス | 天竜ふれあいバス     | 阿多古線                   | 天竜病院坂下・緑恵台・石神の里・西橋                                                   | くんま水車の里     | 遠鉄タクシー | デマンド運行、平日運行（祝日・年末年始を除く）   |
| 浜松市自主運行バス | 天竜ふれあいバス     | 小堀谷線                   | 天竜病院坂下・緑恵台・米沢上・薬師堂公園・長石西                                       | 小堀谷下           | 遠鉄タクシー | デマンド運行、月・水運行（祝日・年末年始を除く） |
| 浜松市自主運行バス | 天竜ふれあいバス     | 清水線                     | 天竜病院坂下・緑恵台・米沢上・薬師堂公園・深田戸・上石神集会所                         | 清水老人憩いの家   | 遠鉄タクシー | デマンド運行、火・木運行（祝日・年末年始を除く） |
| 浜松市自主運行バス | 天竜ふれあいバス     | 阿多古線・小堀谷線・清水線 | 杏林堂西鹿島駅前店                                                                     | 杏林堂西鹿島駅前店 | 遠鉄タクシー | デマンド運行、平日運行（祝日・年末年始を除く）   |
| 浜松市自主運行バス | 北遠本線             | 北遠本線                   | 二俣仲町・天竜区役所・山東・横山車庫・西川・瀬尻・西渡・相月駅前・城西駅前・水窪駅入口 | 水窪町             | 水窪タクシー | 年末年始は運休                                   |
| 浜松市自主運行バス | 浜北コミュニティバス | 赤佐中瀬線                 | 岩水寺・泉・ピアゴ於呂店・芝本駅・北斗わかば病院・遠江病院・小林駅入口・日赤病院       | 浜北駅             | 浜松バス     | 水・土運行、年末年始は運休                       |
| 浜松市自主運行バス | 浜北コミュニティバス | 赤佐中瀬線                 | 上島                                                                                   | 上島区民センター   | 浜松バス     | 水・土運行、年末年始は運休                       |

- 冬季間の特定日に定期的に運行される秋葉神社上社ゆき以外の、たこ直をはじめとする各種臨時バスは割愛。
- 西鹿島駅に発着する遠鉄バスは、西鹿島駅を始終点とするものとしないものがある。特に多くの路線が鹿島線に直通するような形で運行されていることが特筆できる。

## 隣の駅
遠州鉄道
■ET 鉄道線
遠州岩水寺駅（ET17） - 西鹿島駅（ET18）
天竜浜名湖鉄道
■ 天竜浜名湖線
二俣本町駅 - 西鹿島駅 - 岩水寺駅